# Línea Barcelona-Martorell-Villafranca-Tarragona

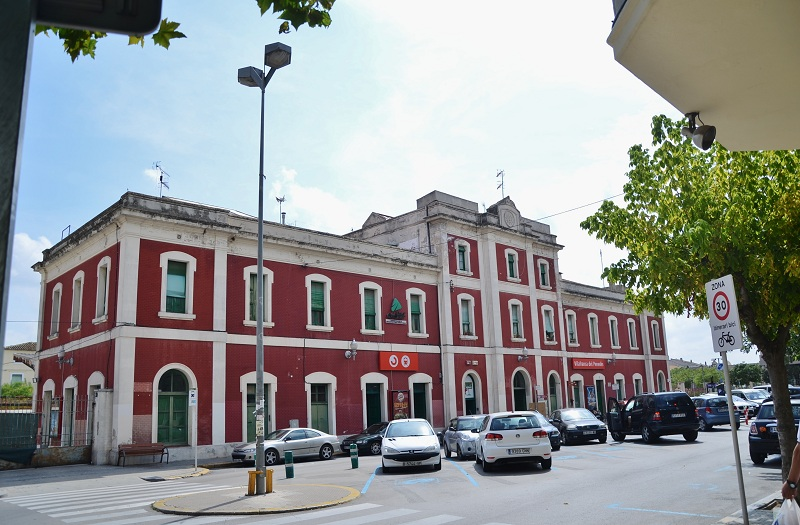
Estación de Villafranca del Panadés

La línea Barcelona-Martorell-Villafranca-Tarragona, línea Tarragona a Martorell y Barcelona o línea de Villafranca era una línea de ferrocarril histórica de 95,2 kilómetros de longitud que transcurre por el interior de Cataluña que une la ciudad de Barcelona con Martorell, Villafranca , San Vicente de Calders y Tarragona.
Esta línea fue construida en diferentes tramos:
- Barcelona - Molins de Rey (1854) construido por Compañía de los Caminos de Hierro del Centro de Cataluña
- Molins de Rey - Martorell construido por Compañía del Ferrocarril de Barcelona en Martorell (antes Caminos de Hierro del Centro de Cataluña)
- Martorell - San Vicente de Calders - Tarragona construido por Compañía del Ferrocarril de Tarragona a Martorell y Barcelona (antes Ferrocarril de Barcelona en Martorell o Caminos de Hierro del Centro de Cataluña)

En la actualidad, su trazado histórico coincide con el tramo Barcelona Sants-Hospitalet de Llobregat de la línea 220 de Adif de Lérida Pirineos a Hospitalet de Llobregat, la línea 240 de Adif de San Vicente de Calders a Hospitalet de Llobregat y el tramo Sant Vicente de Calders-Tarragona de la línea 600 de Adif de Valencia Estación del Norte a San Vicente de Calders, todas propiedad de Adif.
La línea es de ancho ibérico y doble vía y los servicios que transcurren por la línea son de cercanías, regionales y mercancías.

## Servicios
La antigua estación terminal de la línea de Barcelona a Tarragona se encontraba donde ahora está la actual estación de Plaza de Cataluña.
Actualmente circulan por esta línea trenes de la línea 4 de Cercanías Barcelona, que conectan la Estación de Manresa con Barcelona (Línea Barcelona-Manresa-Lérida) y Barcelona con Martorell, Villafranca del Panadés y San Vicente de Calders, además de las líneas R16 , R15, R12 y 34 de media distancia (en el tramo San Vicente de Calders - Tarragona), líneas nacionales e internacionales de larga distancia (en el tramo San Vicente de Calders - Tarragona) y trenes de mercancías.
En el tramo Tarragona - San Vicente de Calders está proyectado que circulen trenes de la futura Cercanías Tarragona. 